# Borgward
A Borgward német autógyártó volt, amelyet 1929-ben Carl Friedrich Wilhelm Borgward (1890–1963) alapított Brémában. A cég 1961-ben csődbe ment, majd évtizedekkel később, 2008-ban hívták ismét életre; 2014 körül a kínai Foton Motors szerzett részesedést benne, de 2018-ra ők is kihátráltak a veszteségessé vált márkából.

## Története
A Borgward által tervezett első autó a „Blitzkarren” (szó szerint „Villámkocsi”) volt, egy háromkerekű, mindössze 2,2 LE teljesítményű jármű, amely nagy sikert aratott (az 1920-as években, a világ hiperinflációjának időszakában).
1929-ben Borgward a brémai autógyártó, a Hansa-Lloyd AG igazgatója lett, amely felett nem sokkal ezután teljes ellenőrzést szerzett. A kicsi, háromkerekű Goliath Pionier autó 1931-ből származik, míg a 30-as évek Hansái között megtalálható az 1700-as és a 2300-as 6 hengeres motorral.
1937-ben bemutatták az első Borgward márkájú autót: a Hansa Borgward 2000-et, amely 1939-ben egyszerűbben Borgward 2000 lett. A 2000-eshez csatlakozott a 2300, 1942-ig gyártva.
1948-ban újraindul a Borgward gyártása a Hansa 1500-zal, az első német háború utáni autóval, és az egyik első olyan autóval, amelynek karosszériájába integrálták a sárvédőket. Az 1500-ast ezután egy 1800 cm³-es változat követte, mind a benzines, mind a dízelmotoros.
1949 volt a Borgward csoport megalakulásának éve, amely a következő márkákat foglalta magában:
- Borgward
- Goliath (könnyű haszongépjárművek)
- Lloyd (kis autók)

A Mercedes és az Opel zászlóshajóival szemben a Borgward a Hansa 2400-zal (1952) válaszolt, amely azonban kevés sikert aratott (mindössze 1032 darab).
1954-ben létrejött a Borgward-modellek közül a leghíresebb, az Isabella, 1,5 literes motorral (60 és 75 LE, utóbbi a „TS” változatban, a legújabb példákon finomítva, 82 LE-vel) elérhető ban a szedán verziók: családi, kupé és kabrió. Az 1957-ben bemutatott kupé változat különösen elegáns. Az Isabella nagyon sikeres volt Németországban és külföldön is, különösen az Egyesült Államokban: 1963-ig több mint 200 000 darabot gyártottak.
1959-ben bemutatták a P100-at, a Hansa 2400 utódját: a motor 6 hengeres, 2,3 literes és 100 LE-s volt (innen ered a név). Ez volt az első német autó, amelyet légrugózással szereltek fel.
1961-ben a Borgward csődbe ment; az Isabella gyártása 1963-ig folytatódott, amikor az Isabella és a P100 összeszerelő sorait Mexikóban értékesítették, ahol a gyártás 1970-ig folytatódott.

## Újjászületés, majd kudarc
2008-ban Luzernben, miután megalapította a másik céget, a Borgward Group AG-t, Christian Borgward, az alapító Carl Friedrich Wilhelm Borgward unokája bejelentette új autók terveit, amelyeket aztán a 2015-ös Genfi Autószalonon mutattak be: két utcai terepjárót BX5 és BX7 néven; ezek a kínai Foton autógyár révén valósultak meg, miután a főleg tehergépkocsikról ismert kínai gyártó részesedést szerzett a cégben. Később BX6 névvel ferde hátú verzió is megjelent. 2017-ben egy koncepcióautóval is előrukkoltak, mely az ismert előd, az Isabella nevét kapta.
A márka azonban nem hozta a várt eladásokat: bár a sorozatgyártásra került kocsikat nemzetközi piacokon is szerették volna forgalmazni, végül lényegében csak Kínában történt értékesítés, de az ottani piachoz képest nagyon alacsony eredményekkel – talán mert a Borgwardnak ott nem volt múltja –, ami 2018-ra jelentős veszteségeket produkált. A Foton Motors ezért eladásra kínálta az érdekeltségébe került veszteséges márka többségi részvényeit, de vevő nem jelentkezett. 2021-ben híre ment, hogy a Xiaomi elektronikai cég beszállna az autógyártásba, és ehhez az újra becsődölt Borgward helyi gyárát használná.

## Modellek

### Személyautók
- Borgward 2000 (1938–1939)
- Borgward 2300 (1939–1942)
- Borgward Hansa 1500 (1949–1952)
- Borgward Hansa 1800 (1952–1954)
- Borgward Hansa 1800 D (1953–1954) dízel
- Borgward Hansa 2400 (1952–1958)
- Borgward Isabella (1954–1961)
- Borgward P100 (1959–1961)
- Borgward P100|Borgward 230 (1967–1970) Mexikóban gyártott
- Borgward Arabella (1959–1961)

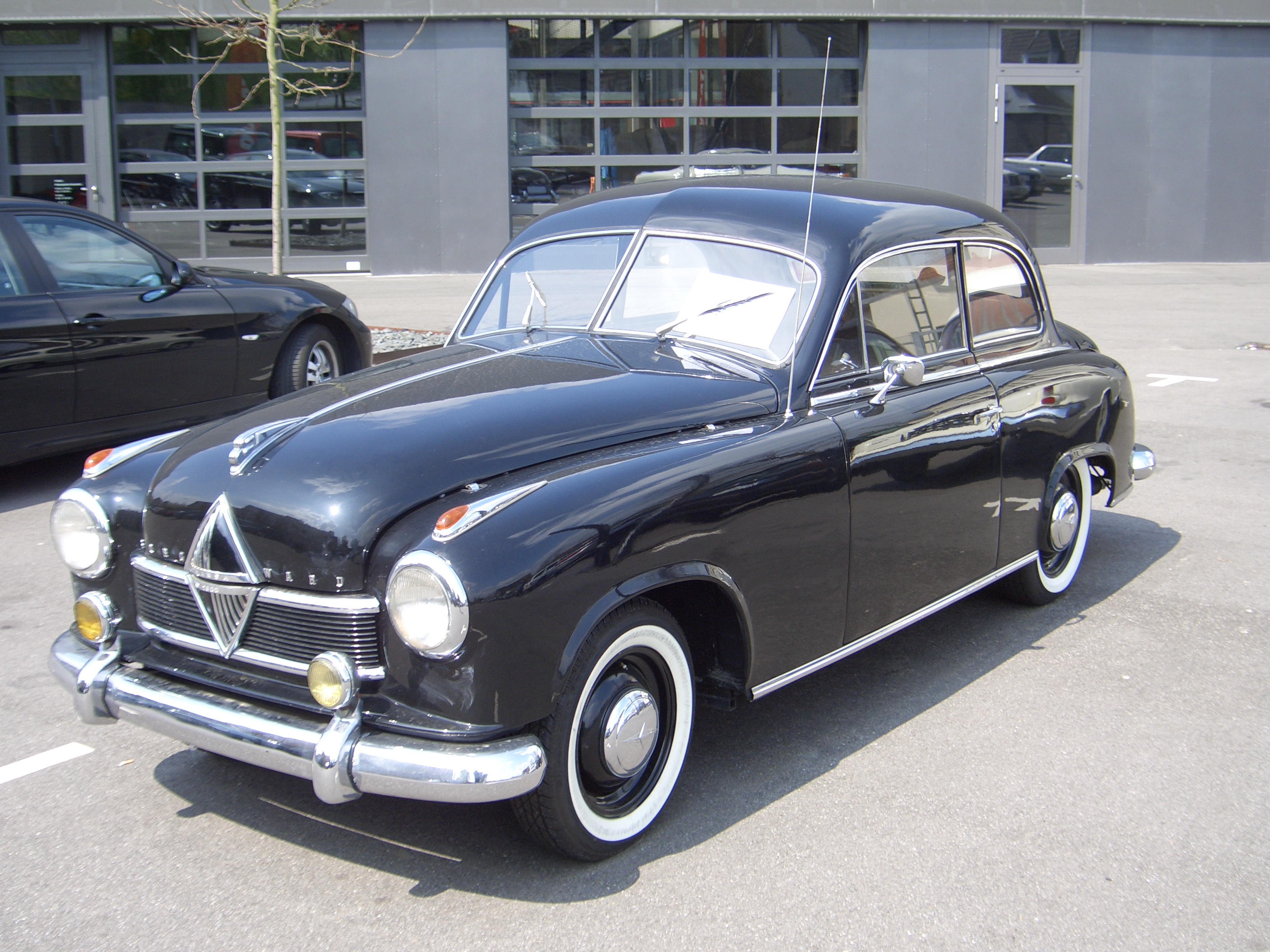
Borgward Hansa 1800 (1952)
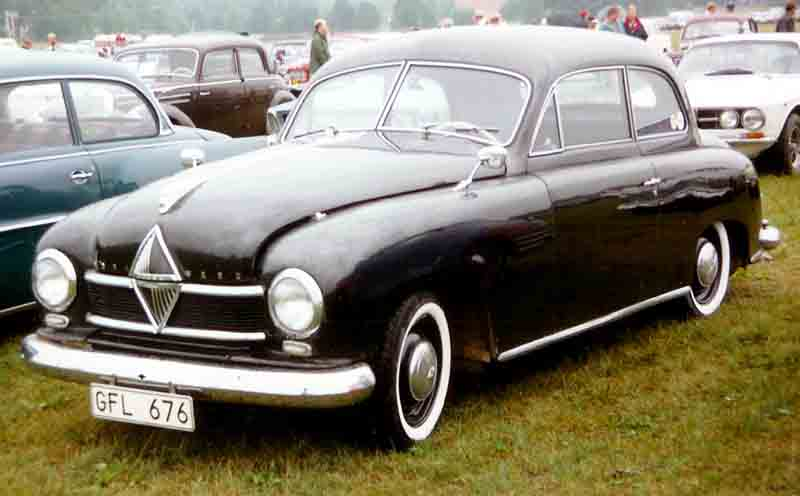
Borgward Hansa 1500 (1950)
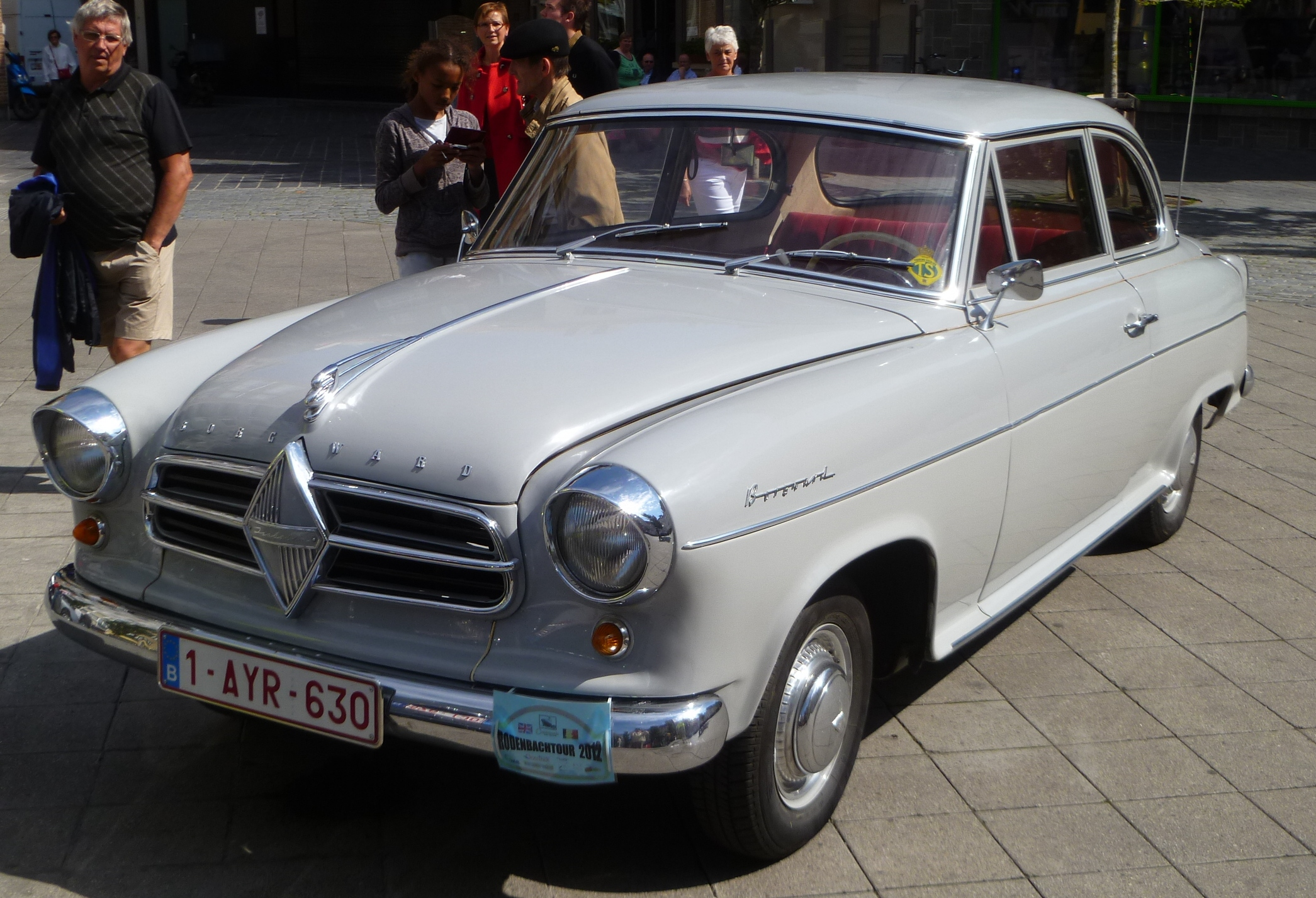
Borgward Isabella (1957)
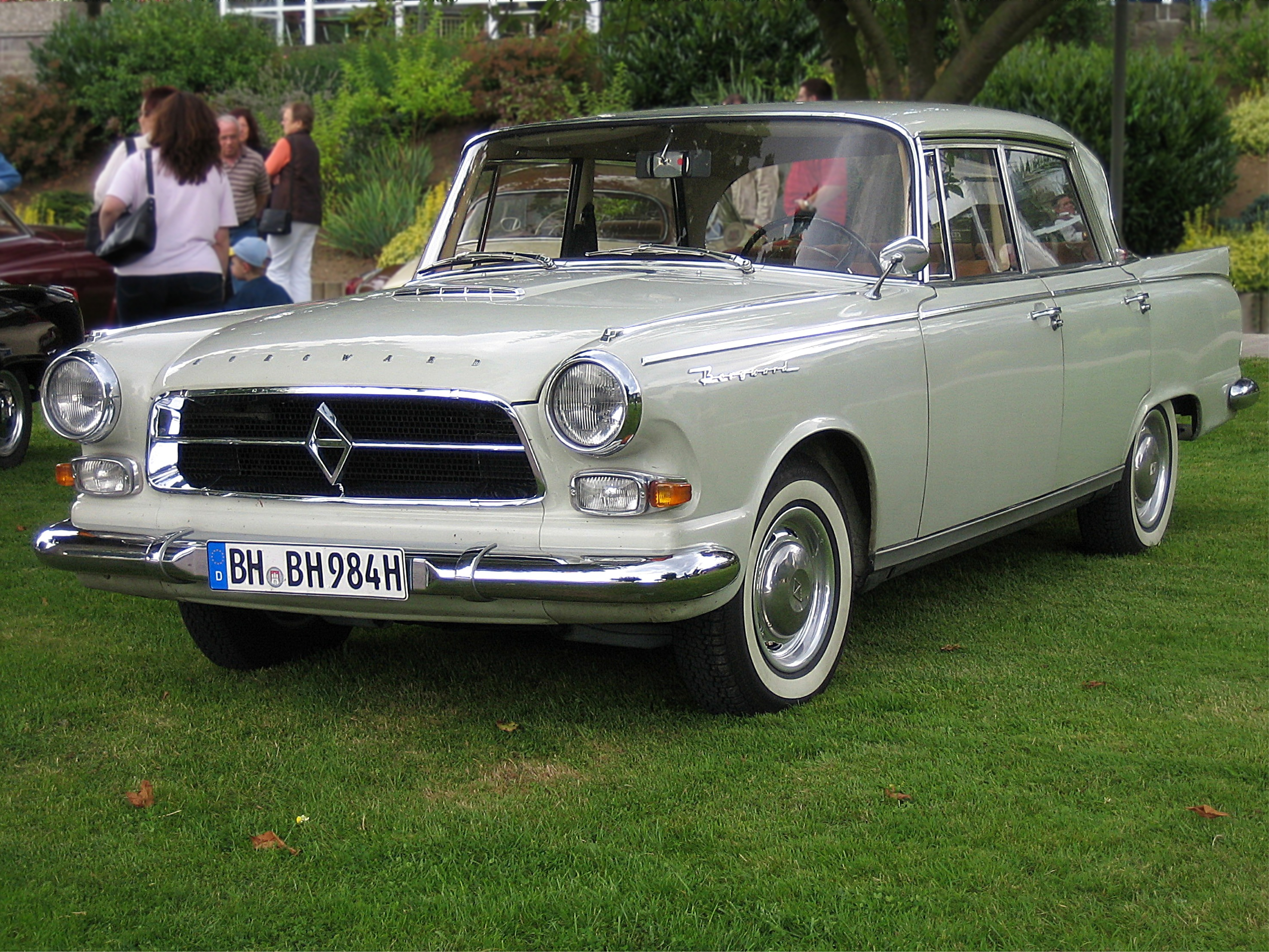
Borgward P100 (1959)
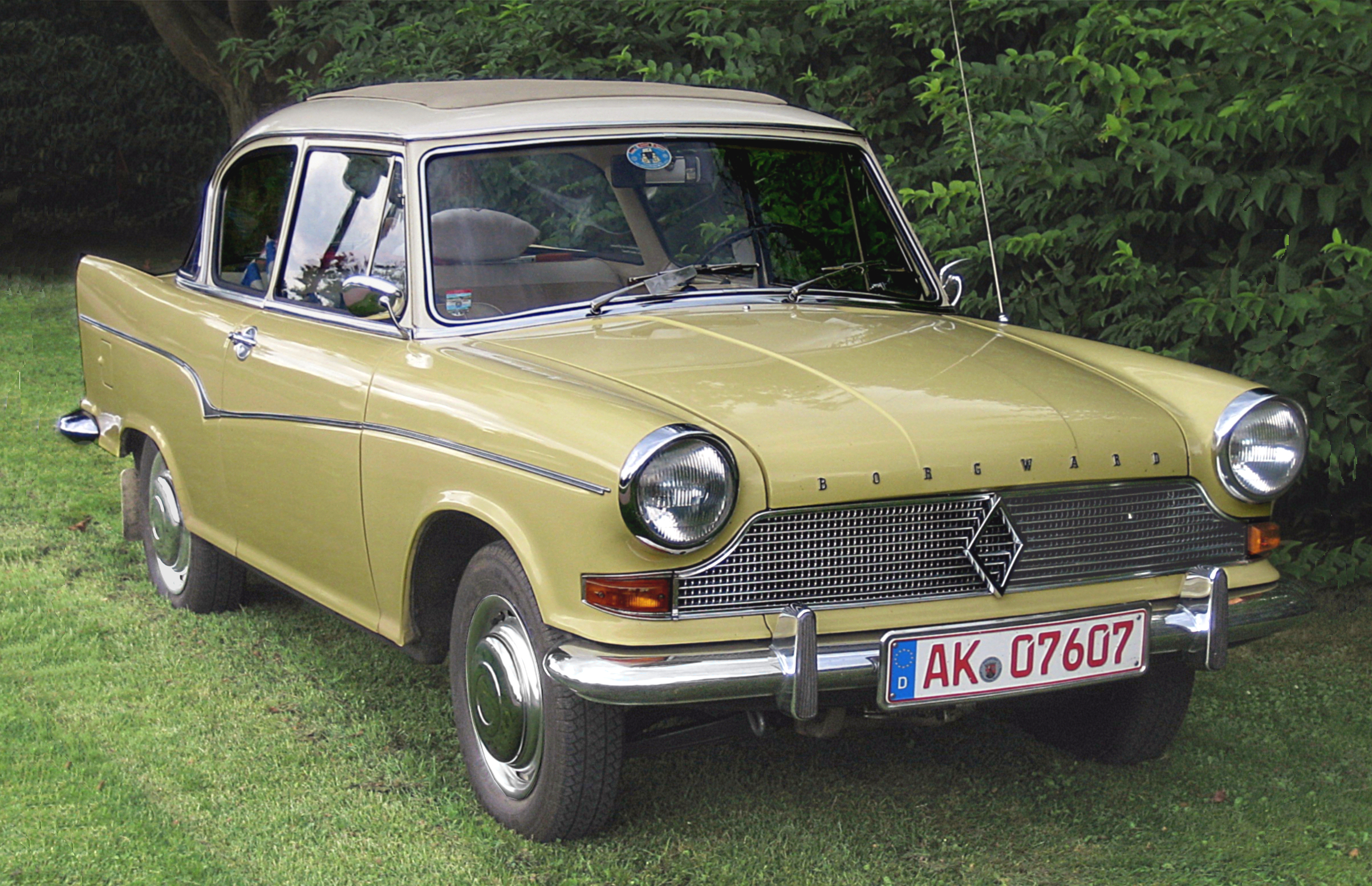
Borgward Arabella de Luxe (1961)

### SUV
- BX5 (2016–2021)
- BX6 (2016–2021)
- BX7 (2016–2021)

### Teherautók
- Borgward B 1000
- Borgward B 1250
- Borgward B 1500 / B 511
- Borgward B 611|Borgward B 1500F / B 611
- Borgward B 2000
- Borgward B 2500 / B 522
- Borgward B 622
- Borgward B 3000
- Borgward B 4000 / B 533 / B 544
- Borgward B 4500 / B 555
- Borgward B 655

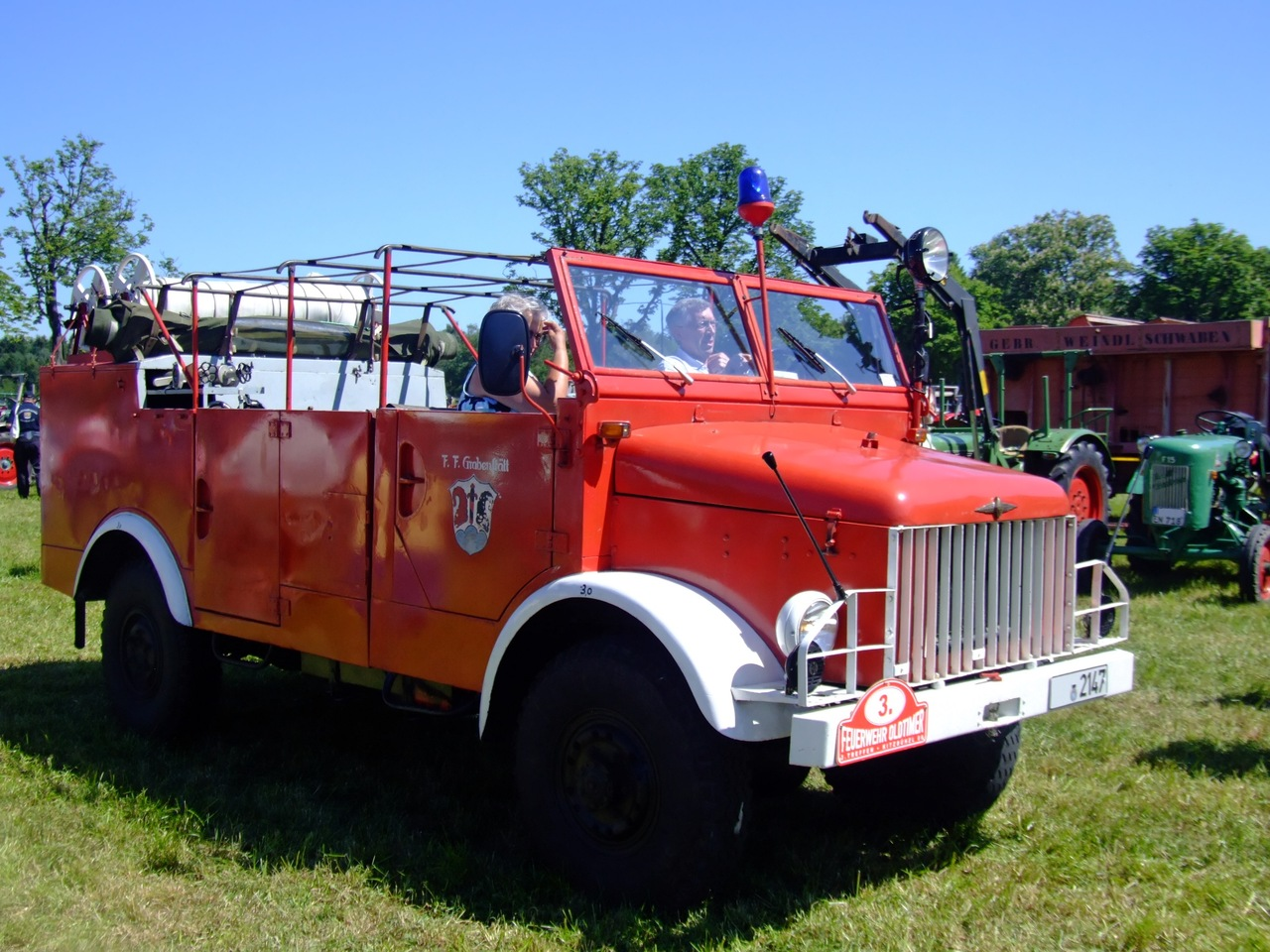
Borgward B 2000 (1958)
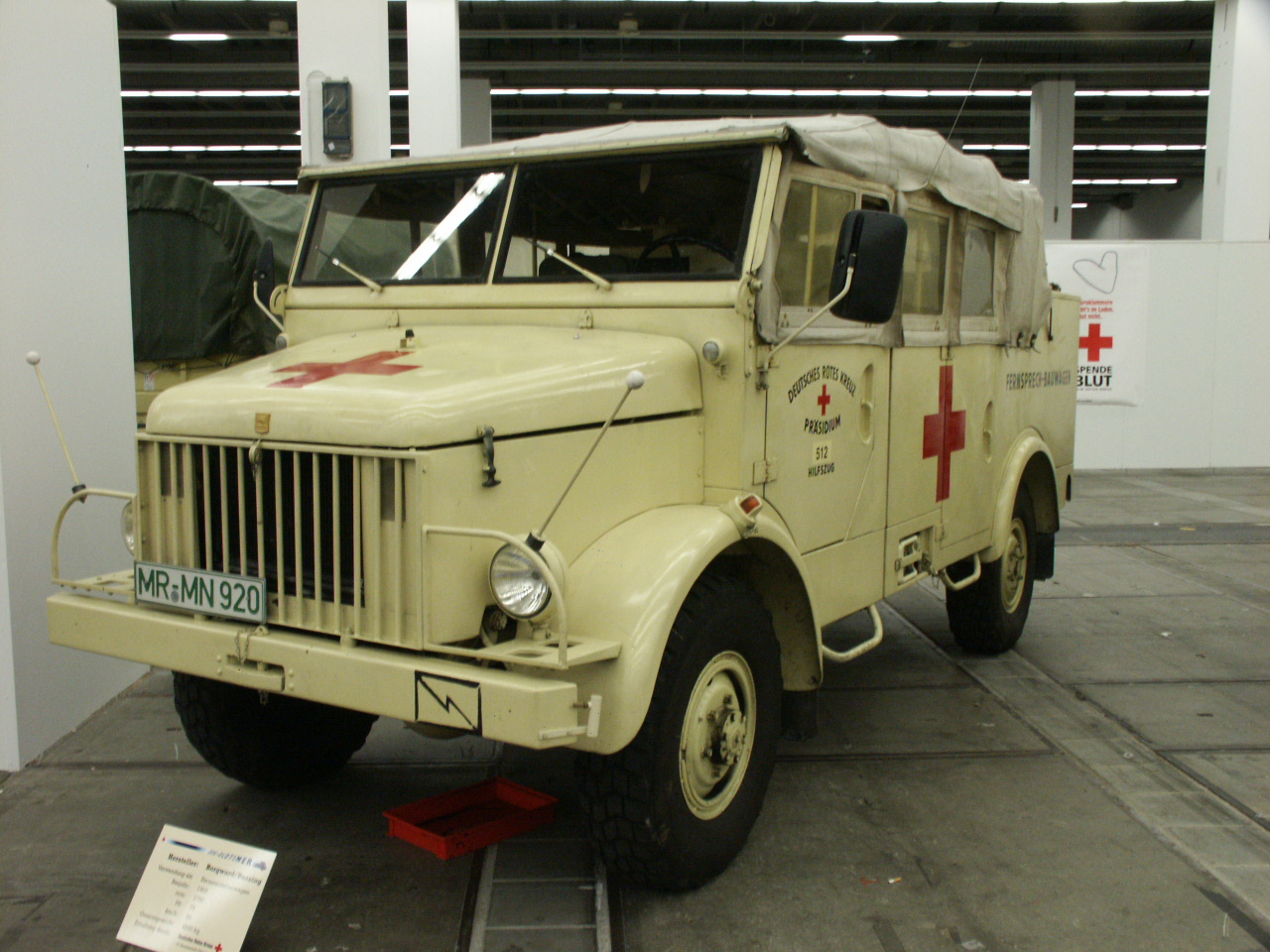
Borgward-Büssing (1963)
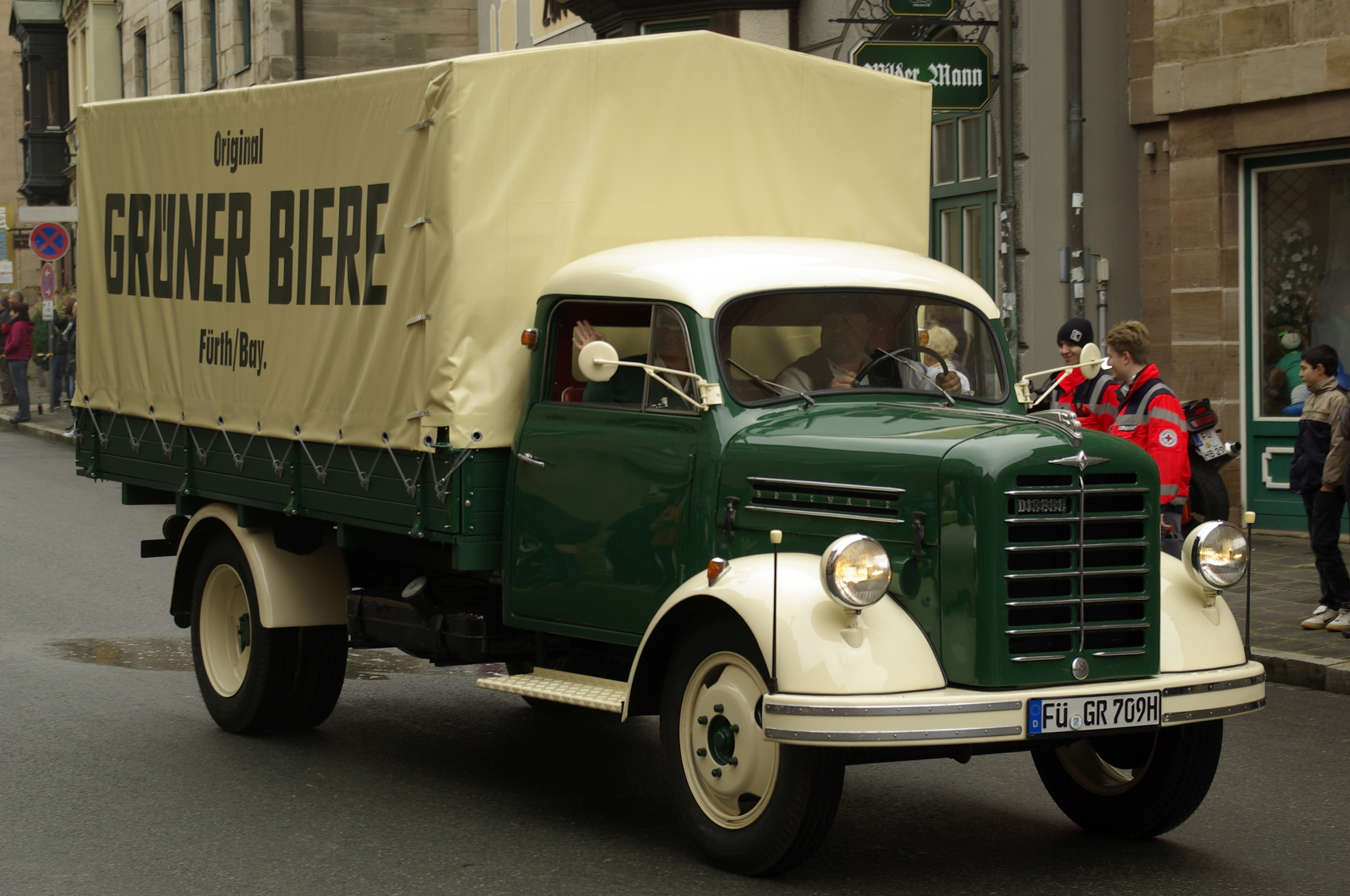
Borgward B 2500 (1959)
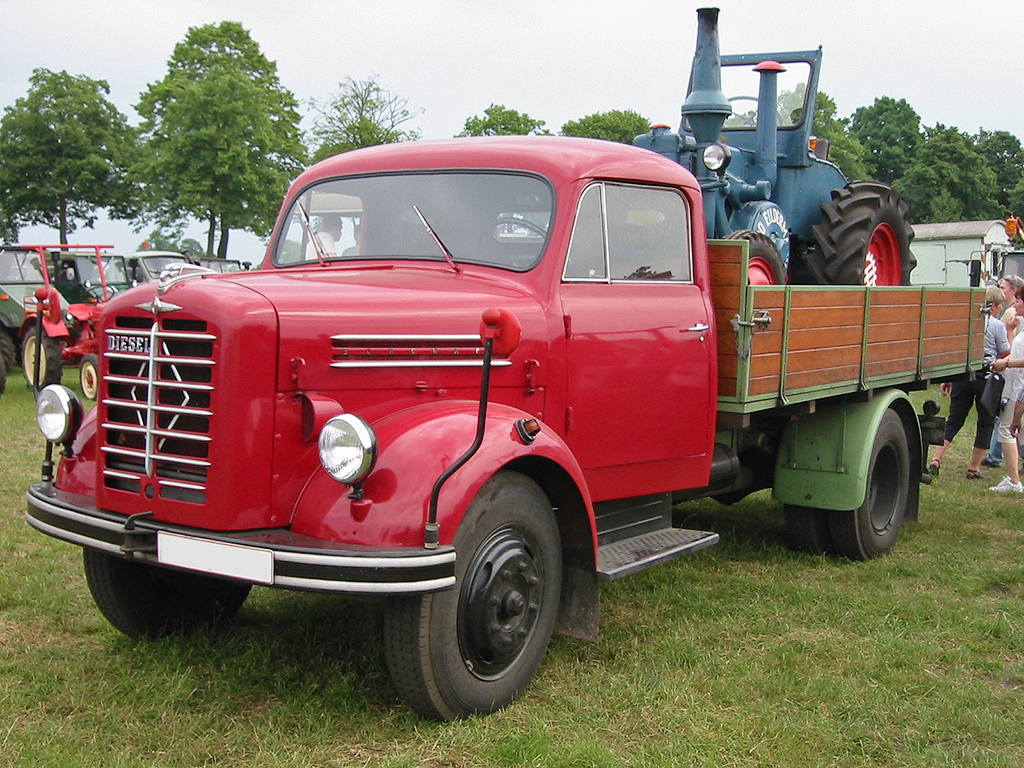
Borgward B 4500 (1957)
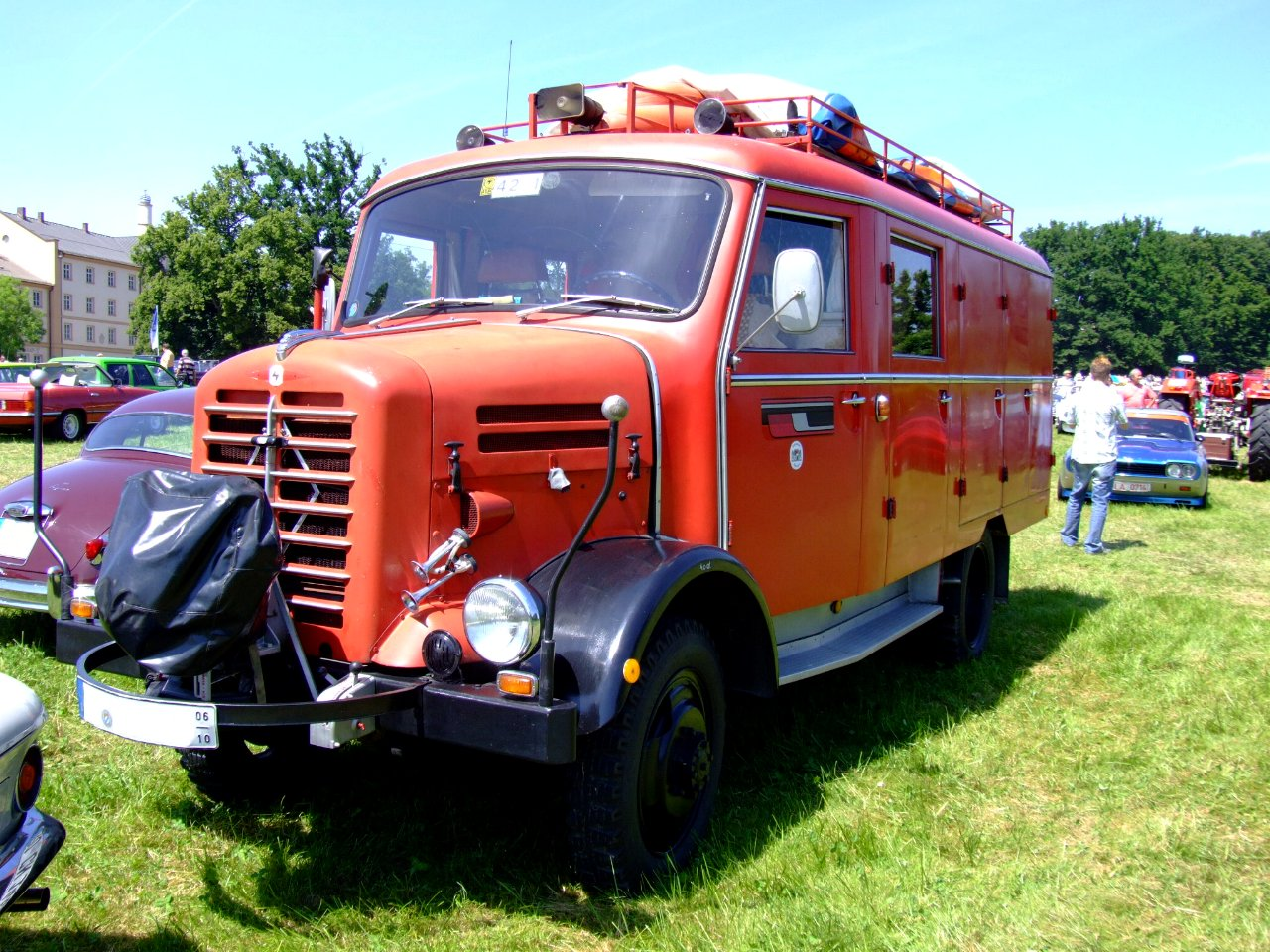
Borgward B 522 A/O
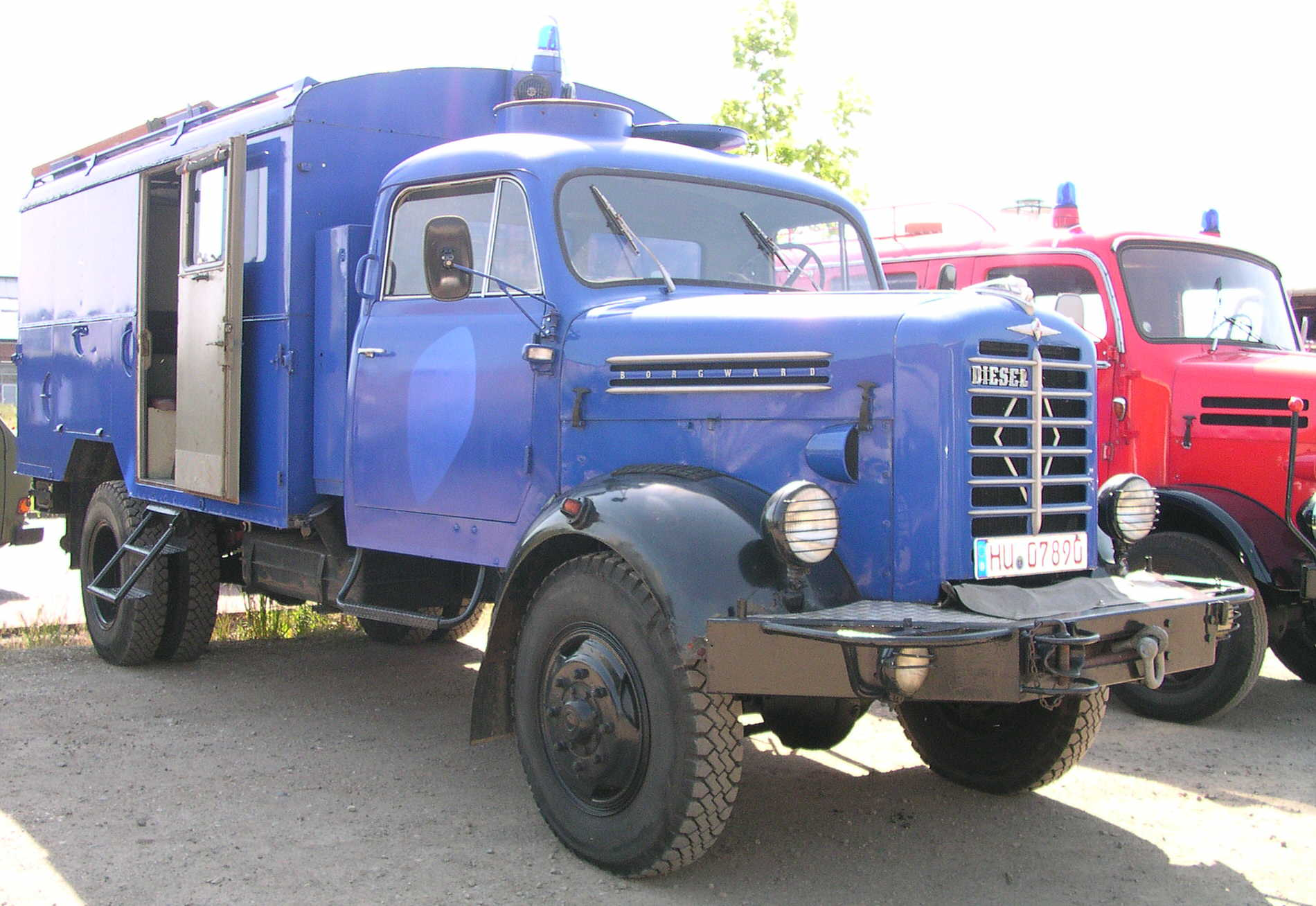
Borgward B 555 A
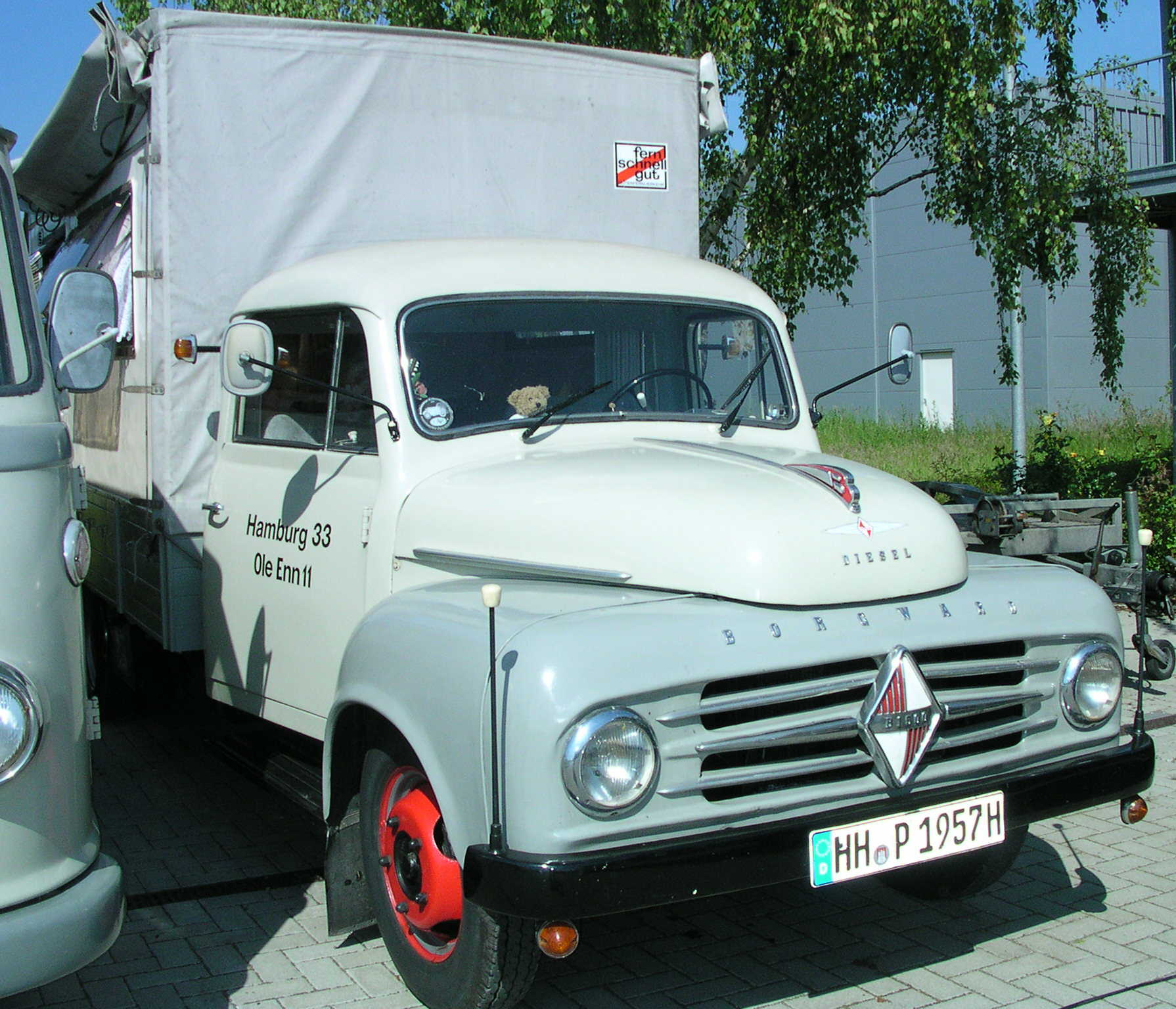
Borgward B 1500
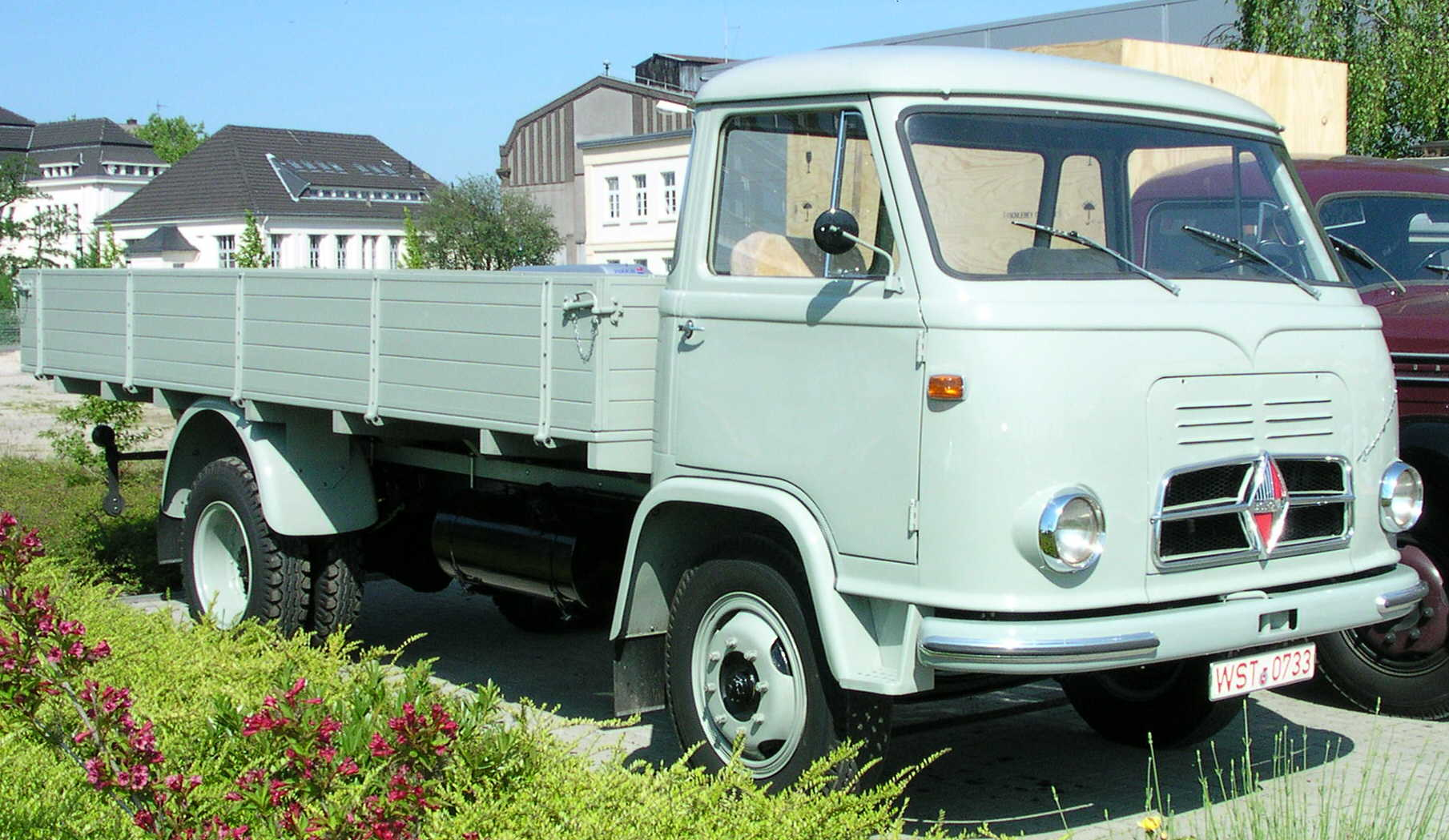
Borgward B 655
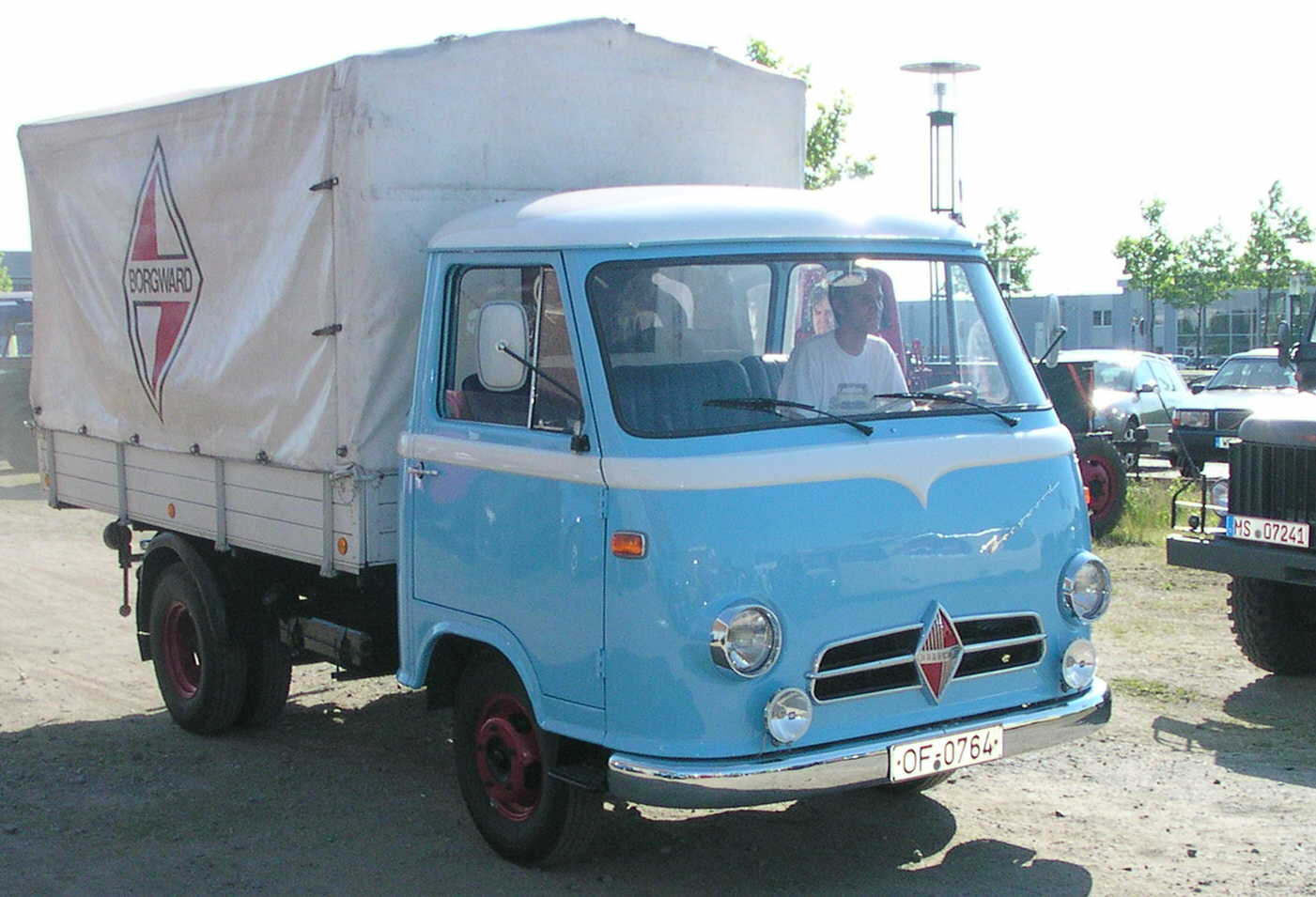
Borgward B 611/D (1961)

### Buszok

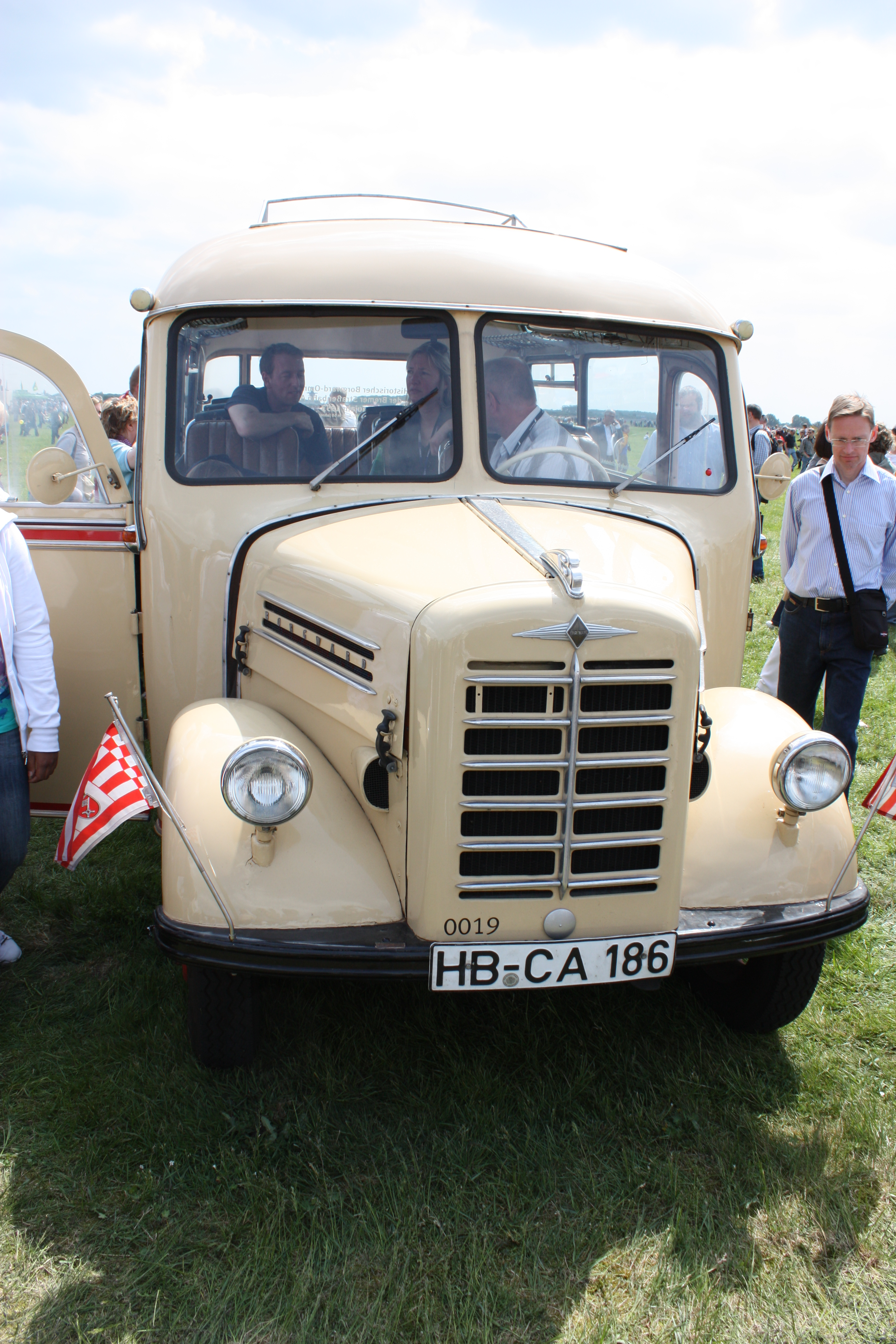
Borgward B 1250
- Borgward B 1500
- Borgward B 2000
- Borgward B 2500
- Borgward B 2500 F
- Borgward B 3000
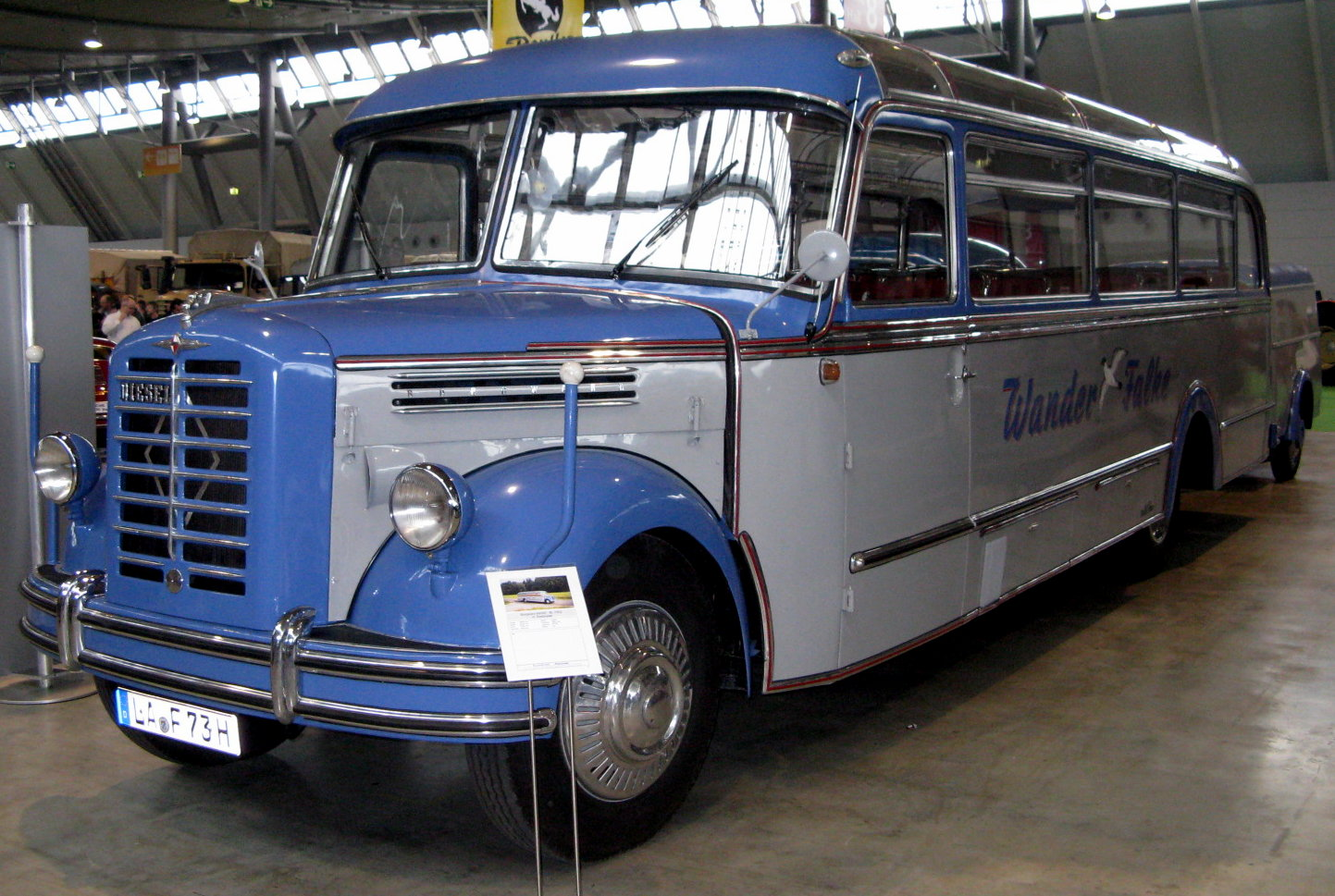
Borgward BO 4000
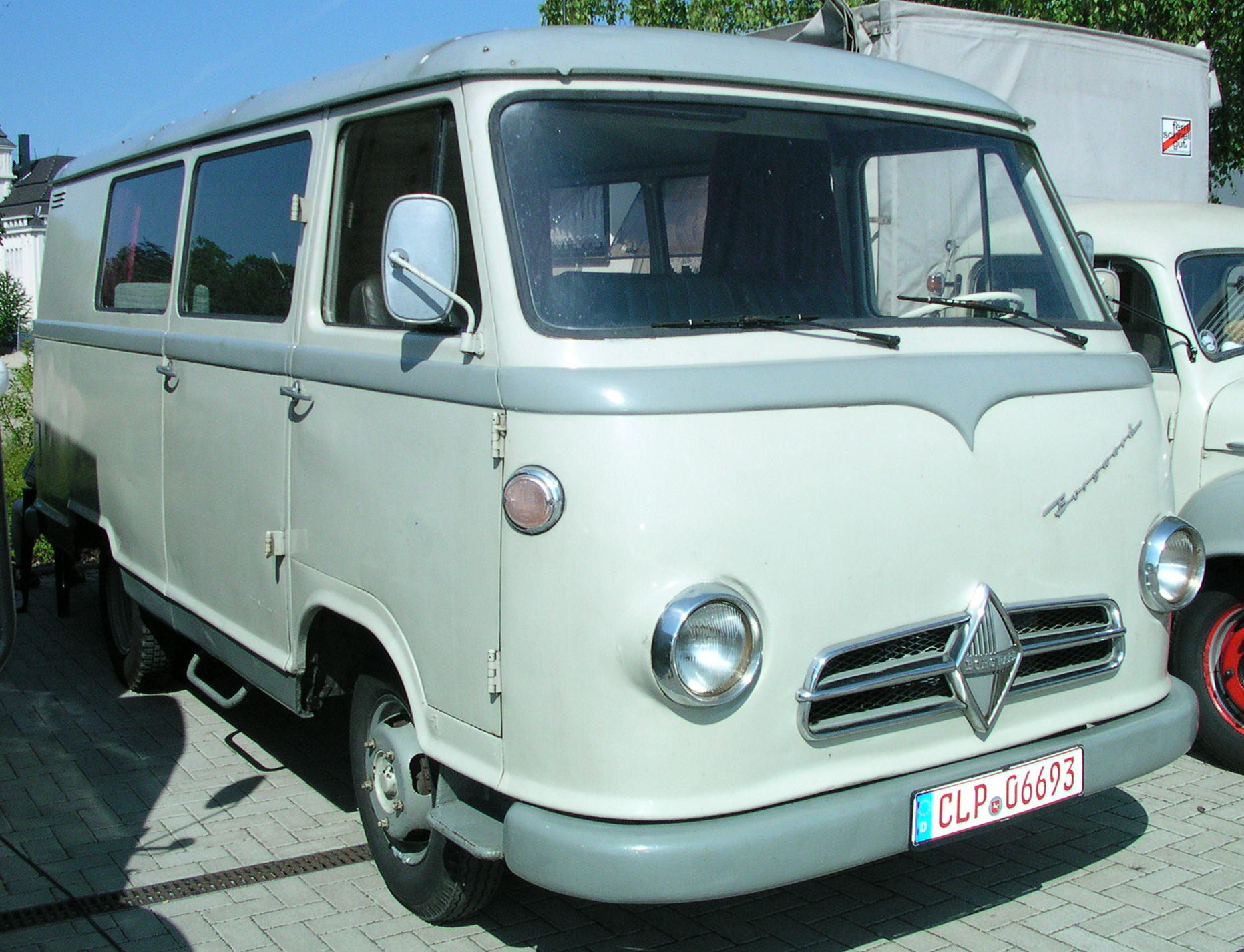
Borgward BO 4500
- Borgward BO 611

- Borgward B 1500
- Borgward BO 4000
- Borgward BO 611

## Lánctalpas járművek
- Sd.Kfz. 301
- Sd.Kfz. 302/303a/303b

## Helikopterek
- Borgward Kolibri

## Fordítás
Ez a szócikk részben vagy egészben  a   Borgward Group című angol Wikipédia-szócikk fordításán alapul.  Az eredeti cikk szerkesztőit annak laptörténete sorolja fel. Ez a jelzés csupán a megfogalmazás eredetét és a szerzői jogokat jelzi, nem szolgál a cikkben szereplő információk forrásmegjelöléseként.